# Abbaye de Baudeloo
L'abbaye de Baudeloo est un édifice monastique ayant existé entre 1197 et 1578. Elle était située en Belgique, à la fois dans le hameau de Sinay et le village de Petit-Sinay. Cette abbaye serait aujourd'hui dans la province de Flandre orientale.

## Géographie
L'ancienne abbaye est située, en Belgique, à la fois dans le hameau de Sinay, section de la commune de Saint-Nicolas, et le village de Petit-Sinay, section de Stekene. Elle est donc localisée dans la province de Flandre orientale.

## Historique

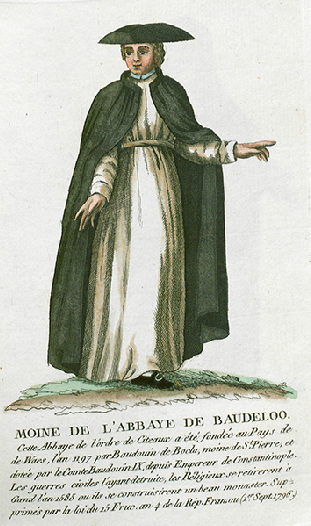
Moine de l'Abbaye de Baudeloo

À l'origine, l'abbaye de Baudeloo est un prieuré bénédictin fondé en 1197 par Bauduin de Bovele ou Baudouin de Boucle, moine de l'abbaye Saint-Pierre au Mont-Blandain. Puis, l'établissement religieux devient successivement une abbaye bénédictine entre 1205 et 1213, et une abbaye cistercienne en 1215.
Le monastère prospère rapidement, protégé par les comtes de Flandre. Il est détruit plusieurs fois par les Gantois (1381, 1383, 1452), et même anéanti par les Gueux, le 8 août 1578. Les moines s'installent par la suite dans un refuge à Gand (1584), d'où ils sont expulsés par les commissaires révolutionnaires le 24 janvier 1796.

## L'abbaye aujourd'hui
L'ancienne abbaye de Baudeloo est occupée aujourd'hui par la bibliothèque de la ville et l'athénée royal de Gand.

## Aspects religieux
Comme tout édifice catholique situé dans la province de Flandre orientale, l'abbaye de Baudeloo est rattachée au diocèse de Gand.

## Aspects culturels
- Le campanile (XVIIe siècle) de l'abbaye a conservé son carillon apparent[2].
- Le refuge de Gand a été meublé avec du mobilier des XVIIe et XVIIIe siècles[2].

## Compléments